# Cantonul Troyes-2
Cantonul Troyes-2 este un canton din arondismentul Troyes, departamentul Aube, regiunea Champagne-Ardenne, Franța.

## Comune
- Creney-près-Troyes
- Lavau
- Mergey
- Pont-Sainte-Marie
- Saint-Benoît-sur-Seine
- Sainte-Maure
- Troyes (parțial, reședință)
- Vailly
- Villacerf